# امپراتور هوئی زونگ

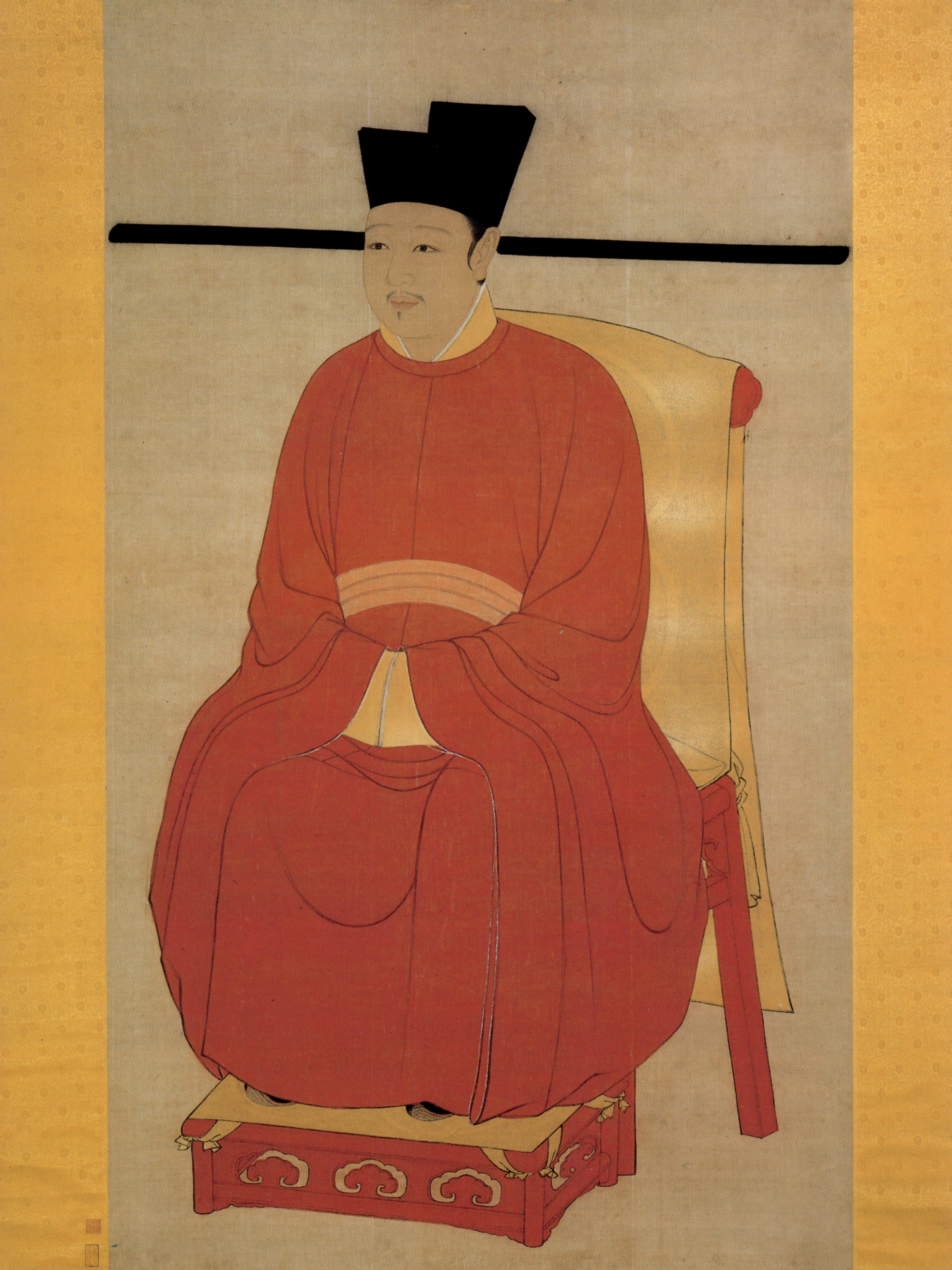
امپراتور هوئی زونگ

امپراتور هوئی زونگ (۲ نوامبر ۱۰۸۲–۴ ژوئن ۱۱۳۵ میلادی) هشتمین امپراتور دودمان سونگ بود که از ۱۱۰۰ تا ۱۱۲۶ به فرمانروایی پرداخت.
او یازدهمین پسر امپراتور شنزونگ بود که پس از مرگ برادر بزرگترش، امپراتور ژزونگ، به قدرت رسید. او شاعر، نقاش و موسیقیدان بااستعداد و ماهری بود که تابلوهایی نیز از او به جای مانده‌است.

## نقاشی‌های امپراتور هوئی زونگ

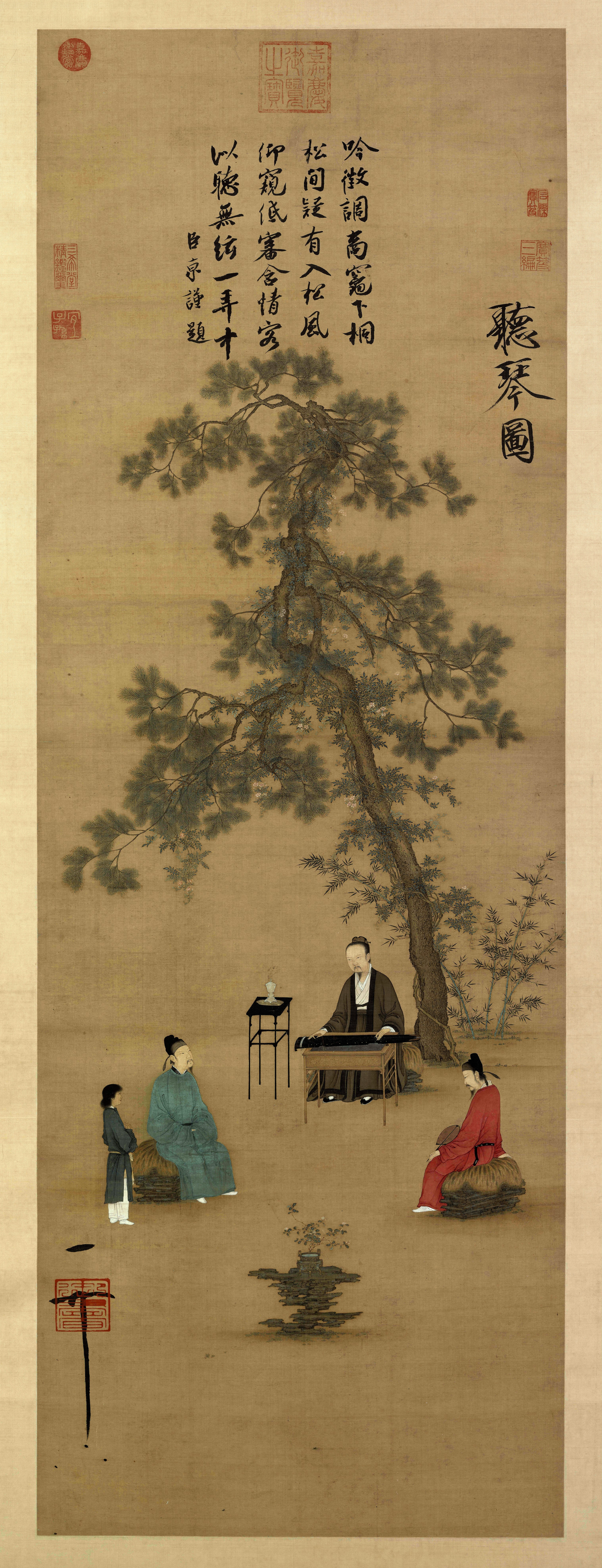
نقاشی اول
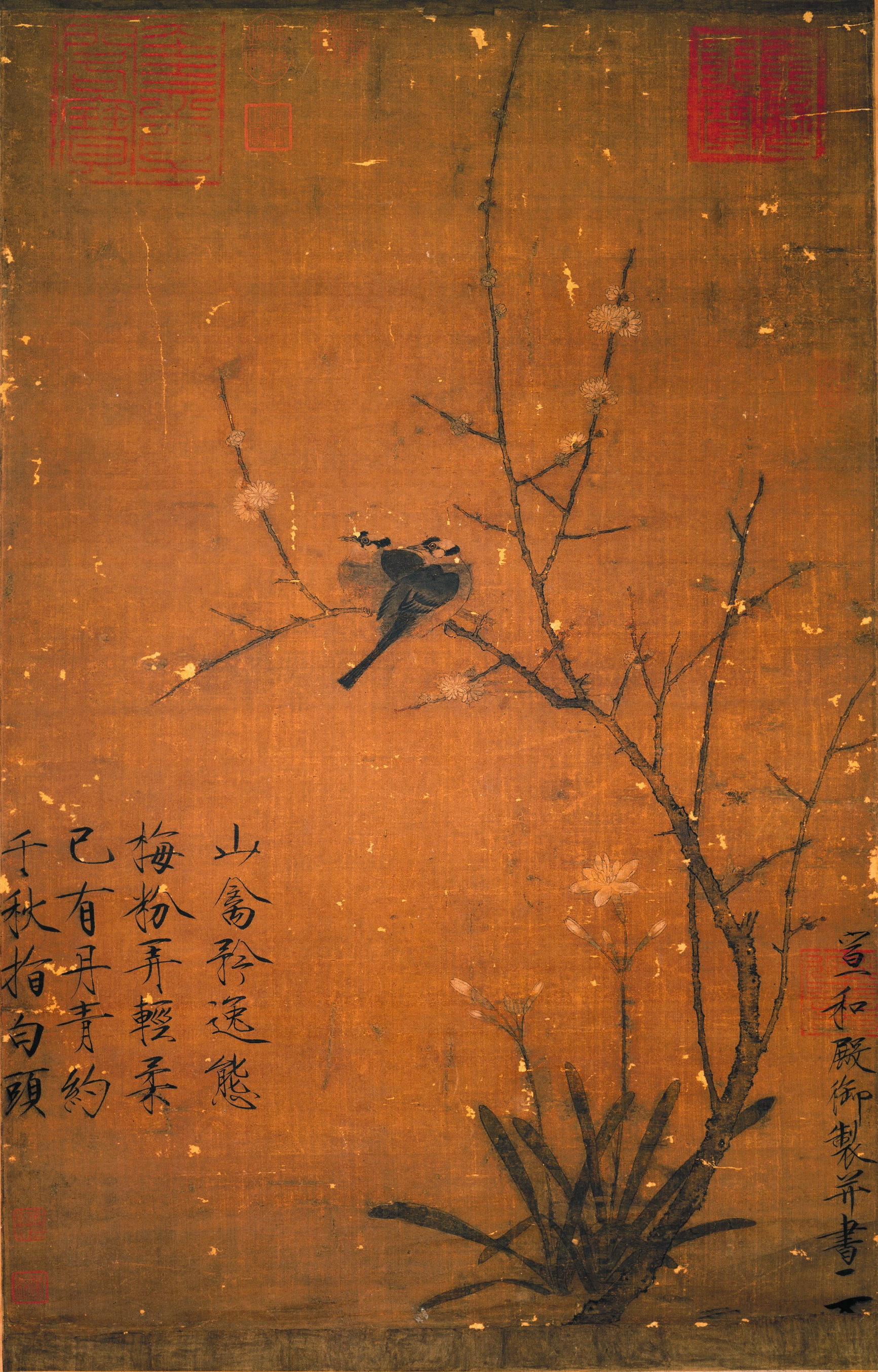
نقاشی دوم
نقاشی چهارم